# دالاس نيل
دالاس نيل (بالإنجليزية: Dallas Neil)‏ هو لاعب كرة قدم أمريكية أمريكي، ولد في 30 سبتمبر 1976 في غريت فولز في الولايات المتحدة.